# Ludwig Merwart
 Ludwig Merwart  (* 1. September 1913 in Wien, Österreich; † 13. Juli 1979 ebenda) war ein österreichischer Maler und Grafiker. Er gehört zu den Vertretern der Abstrakten Kunst bzw. des Abstrakten Expressionismus und Druckgrafik, insbesondere nach dem Zweiten Weltkrieg.

## Leben
Ludwig Merwart verbrachte seine Jugendzeit am Semmering und in Graz, studierte an der Akademie der bildenden Künste in Wien und schloss das Studium mit Diplomen bei Christian Ludwig Martin und Robert Eigenberger ab. Studien- und Auslandsreisen führten ihn nach Deutschland, Frankreich, Italien, die Schweiz und nach Holland. Er starb am 13. Juli 1979 im Wiener Elisabeth Spital.
Ludwig Merwart war bekannt für seine abstrakten Ölbilder und Eisenätzungen. Ein Teil seines Werks steht für das Informel. Seine Arbeiten fanden in den fünfziger und sechziger Jahren große Beachtung. Er war Teilnehmer der documenta 2 1959 in Kassel in der Abteilung Druckgrafik. Eine große Anzahl seiner Werke findet sich in der Sammlung des renommierten Lentos Kunstmuseums Linz.

## Rezeption
Die Ausdruckskraft und Zeitlosigkeit seiner Werke, im Besonderen seiner Eisenätzungen, wird nicht zuletzt durch Merwarts meisterhafte Technik erreicht: „Ludwig Merwarts Schau steht im Zeichen der exquisiten Eisenätzungen. Malerische Eigenheiten werden brillant auf das Blatt Papier gedruckt. Oft haben die Unikatdrucke mehr Tiefe und Spannung als ihre Pendants als Tafelbild. Feine Überschichtungen von monumentalen tektonischen Formen korrespondieren mit transparenten rauchigen Farbtönen“ (Florian Steininger, ausgestellt in Wien, Die Presse vom 29. Januar 2003).

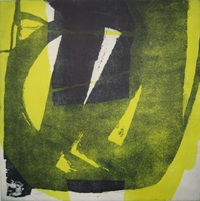
Ludwig Merwart, ohne Titel, Eisenätzung, 1/1

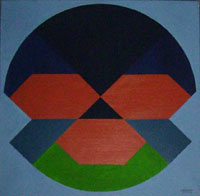
Ludwig Merwart, ohne Titel, Eisenätzung, 1/1

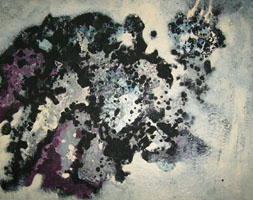
Ludwig Merwart, ein Ausschnitt

## Ausstellungen
(Auswahl der letzten Jahre)
- 2006: SPEKTRUM FARBE. Kunst der Moderne. Niederösterreichisches Landesmuseum, Sankt Pölten / Österreich
- 2003: Avantgarde und Tradition. Lentos Kunstmuseum Linz / Österreich
- 2003: Wasser in Attersee. Gemälde, Graphik, Photographie. Kunsthalle Attersee, KATT, Attersee / Österreich
- 2003: Ludwig Merwart - Ölbilder und Eisenätzungen. Galerie Wolfgang Exner, - Galerie für junge und aktuelle Kunst, Wien / Österreich
- 1999: Zeitschnitt 1900 - 2000 - 100 Jahre, 100 Werke. Neue Galerie der Stadt Linz / Österreich

### Einzelausstellungen
- 1958 Franzoesischer Saal des Kuenstlerhauses Wien (A)
- 1962 Galerie Neutorgasse der Ersten oesterreichischen Spar-Casse Wien (A)
- 1964 Internationaler Kuenstlerklub Palais Palffy Wien (A)
- 1977 Hunyadi-Schloss, Maria-Enzersdorf (A)
- 1977 Wella Galerie Linz (A)
- 1978 Kuenstlerhaus Wien(A)
- 1982 NOE. Landesmuseum Wien (A)
- 1982 Neue Galerie der Stadt Linz Wolfgang Gurlitt-Museum (A)

### Gruppenausstellungen
- 1948 Künstlerhaus Wien, Junge Künstler Österreichs (A)
- 1958 Kupferstichkabinett der Akademie der bildenden Künste Wien (A)
- 1958 Jovenes pintores die Viena in San Salvador (ES)
- 1959 II. documenta Kassel (D); Neue Galerie der Stadt Linz (A)); V. Biennale von São Paulo (BR)
- 1960 Internationale Graphikbiennale Cincinnati (USA); Österreichische Kunst in der Tate-Gallery London (GB)
- 1961 Triennale für Original-Farbgraphik Grenchen (CH)
- 1962 Graphik in Österreich, Ljubljana (früheres YU)
- 1963 Incisori Austriaci Contemporanei, Calcografia Nazionale, Rom und Pisa (I)
- 1968 Österreichisches Kulturinstitut, New York (USA)
- 1969 3 a Biennale di Bolzano (I); 3 a Rassegna Internazionale d’Arte Acireale, Sizilien (I)
- 1969 Young Artists from Around the World, New York (USA)
- 1969 Art Center der Ersten österreichischen Sparkasse, Wien (A)
- 1970 Avantgarde 70, Klosterneuburg (A)
- 1972 13. Graphikwettbewerb, Landesmuseum Ferdinandeum Innsbruck (A)
- 1973 Österreichischer Graphikwettbewerb, Krems (A)
- 1973 Österreichisches Kulturinstitut, New York (USA)

## Ausstellungskataloge
- V Bienal do Museu de Arte Moderna de São Paulo; São Paulo 1959
- II.documenta ’59. Kunst nach 1945; Katalog: Band 1: Malerei; Band 2: Skulptur; Band 3: Druckgrafik; Textband; Kassel/Köln 1959
- Ludwig Merwart NOE. Landesmuseum - Kulturabteilung der NOE. Landesregierung | Neue Galerie der Stadt Linz Wolfgang Gurlitt-Museum, 1982
- H.Haslecker Plastik L. Merwart Bilder und Eisenaetzungen Erste Oesterr. Spar-Casse; Galerie Schottenring, 1974
- Exponatenliste: Avantgarde und Tradition, 18. Mai 2003 – 9. November 2003, Lentos Kunstmuseum Linz